# Incominciò con un caffè
Incominció con un caffè è un album in studio della cantante italiana Cocky Mazzetti, pubblicato nel 1992 dalla casa discografica Lotus.

## Tracce
1. Un caffè – 2:20
2. Pepito – 2:15
3. A pugni stretti – 3:03
4. Historia de un amor – 3:49
5. Le stanze dell'età – 5:01
6. Il sogno di Icaro – 3:35
7. Till/Nessuno al mondo – 6:37
8. Per colpa tua – 3:16
9. The way me where – 5:11
10. Inno all'amore – 3:16
11. Non mi dire – 4:01
12. Giovane giovane – 2:48
13. Vorrei fermare il tempo – 3:34
14. Smile – 2:39
15. Questo splendore – 4:43
16. E se un giorno – 3:32

Durata totale: 59:40